# James Meredith
James Meredith (ur. 4 kwietnia 1988 w Albury) – australijski piłkarz występujący na pozycji lewego obrońcy. Od 2017 roku zawodnik angielskiego zespołu Millwall. 